# باتريشيا بالمر
باتريشيا بالمر (بالإسبانية: Patricia Palmer)‏ هي كاتبة سيناريو وممثلة أرجنتينية، ولدت في 24 يوليو 1955 في الأرجنتين. بدأت مشوارها المهني سنة 1981.

## وصلات خارجية
- باتريشيا بالمر على موقع IMDb (الإنجليزية)
- باتريشيا بالمر على موقع قاعدة بيانات الفيلم (الإنجليزية)
- باتريشيا بالمر على موقع كينوبويسك (الروسية)